# Hieronymus Beck von Leopoldsdorf

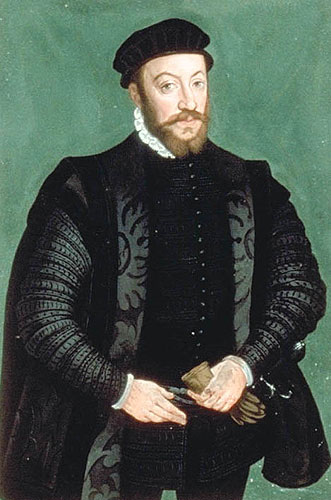
Ritter Hieronymus Beck von Leopoldsdorf, in jungen Jahren

Hieronymus Beck von Leopoldsdorf (* 8. Oktober 1525 in Leopoldsdorf bei Wien; † 28. November 1596 in Schloss Ebreichsdorf) war ein österreichischer Adliger und Gelehrter.
Hieronymus Beck war ein Sohn des späteren niederösterreichischen Kanzlers Ritter Markus Beck. Er wurde gemeinsam mit den königlichen Kindern erzogen und studierte an der Universität Padua. Im Jahr 1555 wurde er niederösterreichischer Kammerrat, 1563 Hofkammerrat und 1569 Oberster Proviantmeister in Ungarn. Beck erbte 1554 die Herrschaft Niederwaltersdorf, 1572 Herrschaft und Schloss Ebreichsdorf, wo er 1596 starb.
Hieronymus Beck sprach mehrere Sprachen und unternahm Bildungsreisen bis nach Ägypten (1551), wo er seinen Namen über dem Tor zur Cheops-Pyramide einmeißeln ließ. Dabei brachte er alttürkische Chroniken mit, die wichtige Quellen der osmanischen Geschichte sind. König Ferdinand I. ließ eine dieser Chroniken von seinem Dolmetscher Hans Caudir von Spiegel übersetzen. Beck sammelte archäologische Funde und war Besitzer einer humanistischen Bibliothek. Darin befand sich auch das Becksche Porträtbuch (auch Lambergsches Porträtbuch), ein 320 Seiten umfassender Codex mit Kopien von 235 Porträts.
1557 wurde in Inzersdorf am Wienerberge von Hieronymus Beck die Reformation eingeführt.

## Familie
Hieronymus Beck war verheiratet mit Maria verw. (Alexander) Schifer von Irmharting geb. von Schärffenberg. Folgende Söhne aus der Beziehung sind belegt:
- Hannibal (1556–1608), Obrist zu Szendrö
- Joachim (1567–1605), Obrist zu Szathmar
- Marcus (Marx) Eberhard (1579–1631), wirklicher Hofkriegsrat, Obrist und Obristleutnant, verkaufte 1629 das Gut Ebreichsdorf an Johann Anton von Pestalozzi